# NGC 5232
NGC 5232 est une galaxie lenticulaire située dans la constellation de la Vierge. Sa vitesse par rapport au fond diffus cosmologique est de 7 056 ± 26 km/s, ce qui correspond à une distance de Hubble de 104,1 ± 7,3 Mpc (∼340 millions d'al). NGC 5232 a été découverte par l'astronome allemand Albert Marth  en 1864.
NGC 5232 est une radiogalaxie à spectre continu (Flat-Spectrum Radio Source). C'est aussi une galaxie active contenant un blazar.
À ce jour, une mesure non basée sur le décalage vers le rouge (redshift) donne une distance d'environ 81,800 Mpc (∼267 millions d'al). Cette valeur est nettement à l'extérieur des valeurs de la distance de Hubble. Notons que c'est avec la valeur moyenne des mesures indépendantes, lorsqu'elles existent, que la base de données NASA/IPAC calcule le diamètre d'une galaxie et qu'en conséquence le diamètre de NGC 5232 pourrait être d'environ 45,8 kpc (∼149 000 al) si on utilisait la distance de Hubble pour le calculer.